# 胡斯托布里塞尼奧市

胡斯托布里塞尼奧市（西班牙語：Municipio Justo Briceño），是委內瑞拉的一個市，位於該國西部梅里達州，首府設於托龍多伊，始建於1867年9月23日，面積509平方公里，2007年人口6,472，人口密度每平方公里13人。